# لانگنفلد (راینلند)
شهر لانگنفلد (به آلمانی: Langenfeld) در ایالت نوردارین-وستفالن در کشور آلمان واقع شده‌است.